# زيرون متأخر
زيرون متأخر (الاسم العلمي:Xyris serotina) هو نوع من النباتات يتبع جنس الزيرون من الفصيلة الزيرونية.